# Punish, Honey
Punish, Honey è il secondo album in studio del produttore britannico Vessel, pubblicato il 12 settembre 2014.

## Tracce
Musiche di Sebastian Gainsborough.
1. Febrile – 1:39
2. Red Sex – 5:37
3. Drowned in Water and Light – 5:18
4. Euoi – 3:44
5. Anima – 6:59
6. Black Leaves and Broken Branches – 4:21
7. Kin to Coal – 4:42
8. Punish, Honey – 1:54
9. Dpm – 5:32

Durata totale: 39:46